# 일본국제상
일본국제상(일본어: 日本国際賞, 영어: Japan Prize)은 "과학 기술 분야의 독창적이고 뛰어난 업적이 지식의 최전선을 발전시키고 인류의 평화와 번영에 기여한 것으로 인정받는" 세계 각지의 사람들에게 수여되는 상이다. 상은 일본국제상 재단이 수여한다. 일본국제상은 증서, 기념메달, 상금 5천만 엔으로 구성된다. 국적, 직업, 인종, 성별에 따른 차별을 두지 않는다. 살아있는 사람들만 수상할 수 있다. 매년 11월 일본국제상 재단은 과학기술의 현재 동향에 따라 두 가지 분야를 선정한다. 추천 및 선정 과정은 약 1년 정도 소요된다. 각 분야별 1명씩 수상자를 발표하며, 1월 중에 발표한다. 시상식은 일본 천황과 황후가 참석한 가운데 거행되며, 이날 행사에는 정치계, 경제계, 언론계의 연구자 및 대표자를 포함하여 국무총리, 중의원 의장, 참의원 의장, 대법원장, 주일 외국대사 등 저명 학계 인사 등 내외빈 1천여 명이 참석한다.
현재 일본국제상은 종종 노벨상 다음으로 과학기술 분야에서 가장 권위 있는 상 중 하나로 여겨진다. 과학저널 ‘Nature Immunology’의 기사에 따르면, 이 상은 스웨덴의 노벨상, 미국의 앨버트 래스커 기초의학연구상과 더불어 면역학을 인정하는 권위 있는 과학상들 중 하나라고 한다.

## 배경
일본국제상은 국제 사회에 대한 일본의 감사를 표현하고자 하는 열망에서 만들어졌으며, 이 계획은 파나소닉 주식회사의 창업자인 마쓰시타 고노스케의 기부금으로 지원되었다. 그는 일본국제상 준비 재단의 초대 회장이었다.
인류의 평화와 번영은 나의 평생소원이었습니다. 따라서 저는 일본을 대표하여 국제사회 발전에 기여한다는 구체적인 목표를 가지고 일본국제상이 제정된 것을 매우 기쁘게 생각합니다. 현대 과학기술의 발전은 눈부십니다. 오늘날 우리가 누리는 문명이 바로 이러한 발전에 빚지고 있다고 해도 과언이 아닙니다. 그러나 한편으로는 아직 해결해야 할 글로벌 문제가 많이 남아있으며, 많은 사람들의 조언을 구해야 할 필요성이 그 어느 때보다 커졌습니다. 이러한 상황에서 일본이 국제사회와 협의하여 과학기술 분야에서 뛰어난 업적을 이룬 인물을 표창하는 것은 적절합니다. 일본국제상이 마땅한 인정을 받을 수 있기를 진심으로 바랍니다.—  마쓰시타 고노스케 (松下幸之助)

1982년에 일본국제상 준비재단이 설립되었고, 이후 일본국제상 설립이 내각의 승인을 받았다. 1985년 제 1 회 일본국제상 시상식이 도쿄에서 개최되었다.

## 역대 일본국제상 수상자
| 연도 | 수상자 이름            | 국적           | 업적 |
| 1985 | 존 R. 피어스           | 미국           | 전자 및 통신 기술 분야에서 뛰어난 성과를 거둔 공로 |
| 1985 | 에프라임 카치르        | 이스라엘       | 고정화 효소 분야의 기초 이론과 실제 응용 분야에서 뛰어난 성과를 거둔 공로 |
| 1986 | 데이비드 턴불          | 미국           | 비정질 고체와 같은 신소재 기술에 영향을 미치면서 재료 과학에 대한 선구적인 기여를 한 공로 |
| 1986 | 빌렘 요한 콜프         | 미국           | 인공장기 및 관련 기술의 연구개발을 한 공로 |
| 1987 | 헨리 비첼              | 미국           | 열대 및 아열대 지역에 적합한 벼 육종 전략을 위한 IR8 및 IR36 균주를 개발한 공로 |
| 1987 | 구르데프 쿠시          | 인도           | 열대 및 아열대 지역에 적합한 벼 육종 전략을 위한 IR8 및 IR36 균주를 개발한 공로 |
| 1987 | 테오도르 마이만        | 미국           | 세계 최초의 레이저 구현을 한 공로 |
| 1988 | 조르주 벤드리스        | 프랑스         | 고속증식로 기술 확립을 한 공로 |
| 1988 | 도날드 헨더슨          | 미국           | 천연두 박멸을 한 공로 |
| 1988 | 아리타 이사오          | 일본           | 천연두 박멸을 한 공로 |
| 1988 | 프랭크 페너            | 오스트레일리아 | 천연두 박멸을 한 공로 |
| 1988 | 뤼크 몽타니에          | 프랑스         | 에이즈를 일으키는 바이러스의 발견과 진단방법을 개발한 공로 |
| 1988 | 로버트 갈로            | 미국           | 에이즈를 일으키는 바이러스의 발견과 진단방법을 개발한 공로 |
| 1989 | 프랭크 셔우드 롤런드   | 미국           | 염화불화탄소에 의한 성층권 오존층 파괴 메커니즘에 대한 연구를 한 공로 |
| 1989 | 일라이어스 제임스 코리 | 미국           | 치료적 가치가 매우 높은 프로스타글란딘 및 관련 화합물의 합성에 선구적인 공헌을 한 공로 |
| 1990 | 마빈 민스키            | 미국           | 인공지능이라는 학문분야의 확립과 그 분야의 기초이론을 제시한 공로 |
| 1990 | 윌리엄 제이슨 모건     | 미국           | 판구조론의 기초와 그 발전에 기여한 공로 |
| 1990 | 댄 맥켄지              | 영국           | 판구조론의 기초와 그 발전에 기여한 공로 |
| 1990 | 자비에 르 피숑         | 프랑스         | 판구조론의 기초와 그 발전에 기여한 공로 |
| 1991 | 자크 루이 리옹         | 프랑스         | 분산 시스템의 분석 및 제어, 응용 분석 촉진에 기여한 공로 |
| 1991 | 존 J. 와일드           | 미국           | 의학 분야의 초음파 영상 발전을 시킨 공로 |
| 1992 | 게르하르트 에르틀      | 독일           | 고체 표면의 화학 및 물리학의 새로운 발전에 기여한 공로 |
| 1992 | 크리스토퍼 폴지        | 영국           | 농장 동물의 정액과 배아를 냉동 보존하는 방법을 발견한 공로 |
| 1993 | 프랭크 프레스          | 미국           | 현대 지진학의 발전과 재난과학 분야의 국제협력 증진을 시킨 공로 |
| 1993 | 캐리 멀리스            | 미국           | 중합효소 연쇄반응의 발전을 시킨 공로 |
| 1994 | 윌리엄 헤이워드 피커링 | 뉴질랜드       | 무인 달 및 행성 탐사에서 영감을 주는 리더십과 우주선 및 심우주 통신 개발에서 선구적인 성과를 거둔 공로 |
| 1994 | 아르비드 칼손          | 스웨덴         | 신경전달물질인 도파민을 발견하고 정신 및 운동 기능과 그 장애에서 도파민의 역할을 규명한 공로 |
| 1995 | 닉 홀로니악            | 미국           | 금속간화합물반도체의 물리원리 이해와 공정기술 분야의 선구적인 업적을 통해 발광다이오드 및 레이저 연구 및 실용화에 탁월한 기여를 한 공로                                                                       |
| 1995 | 에드워드 F. 니플링     | 미국           | 무균 곤충 방출 방법 및 기타 생물학적 접근 방식을 통한 통합 해충 관리 개발에 선구적인 기여를 한 공로 |
| 1996 | 찰스 K. 가오           | 미국/영국      | 광대역, 저손실 광섬유 통신에 대한 선구적인 연구를 한 공로 |
| 1996 | 이토 마사오            | 일본           | 소뇌의 기능적 원리와 신경 메커니즘을 해명한 공로 |
| 1997 | 스기무라 타카시        | 일본           | 암의 원인에 대한 기본개념 확립에 기여한 공로 |
| 1997 | 브루스 에임스          | 미국           | 암의 원인에 대한 기본개념 확립에 기여한 공로 |
| 1997 | 조셉 엥겔베르거        | 미국           | 로봇산업의 정착과 테크노-글로벌 패러다임 창조에 기여한 공로 |
| 1997 | 요시카와 히로유키      | 일본           | 로봇산업의 정착과 테크노-글로벌 패러다임 창조에 기여한 공로 |
| 1998 | 에사키 레오나          | 일본           | 인간이 만든 초격자 결정의 개념을 창조하고 실현하여 유용한 응용이 가능한 신소재를 탄생시킨 공로 |
| 1998 | 요제프 셸              | 벨기에         | 형질전환 식물의 생산에 관한 이론과 방법을 확립시킨 공로 |
| 1998 | 마크 반 몽테규         | 벨기에         | 형질전환 식물의 생산에 관한 이론과 방법을 확립시킨 공로 |
| 1999 | 윌리엄 웨슬리 피터슨   | 미국           | 안정적인 디지털 통신, 방송, 저장을 위한 코딩 이론을 정립한 공로 |
| 1999 | 잭 레너드 스트로밍거   | 미국           | 클래스 I 및 클래스 II 인간 조직적합성 항원과 이에 결합된 펩타이드의 3차원 구조를 해명한 공로 |
| 1999 | 돈 크레이그 와일리     | 미국           | 클래스 I 및 클래스 II 인간 조직적합성 항원과 이에 결합된 펩타이드의 3차원 구조를 해명한 공로 |
| 2000 | 이안 맥하그            | 미국           | 생태도시계획 프로세스 수립 및 토지이용평가제도를 제안한 공로 |
| 2000 | 이시자카 기미시게      | 일본           | 면역글로불린 E의 발견과 IgE 매개 알레르기 반응의 메커니즘을 발견한 공로 |
| 2001 | 존 B. 구디너프         | 미국           | 고에너지밀도 리튬이차전지용 친환경 전극소재를 발굴한 공로 |
| 2001 | 티모시 R. 파슨스       | 캐나다         | 생물/수산해양학 발전에 기여하고 수산자원 및 해양환경을 보전한 공로 |
| 2002 | 팀 버너스리            | 영국           | 월드 와이드 웹(World Wide Web)의 발명, 구현 및 배포를 통해 문명을 발전시킨 공로 |
| 2002 | 앤 맥라렌              | 영국           | 포유류 배아 발달에 대한 선구적인 연구를 한 공로 |
| 2002 | 안제이 타르코프스키    | 폴란드         | 포유류 배아 발달에 대한 선구적인 연구를 한 공로 |
| 2003 | 브누아 망델브로        | 프랑스/미국    | 복잡한 시스템의 보편적인 개념인 카오스 (Chaos)와 프랙탈 (Fractals)을 생성하게 한 공로 |
| 2003 | 제임스 A. 요크         | 미국           | 복잡한 시스템의 보편적인 개념인 카오스 (Chaos)와 프랙탈 (Fractals)을 생성하게 한 공로 |
| 2003 | 오가와 세이지          | 일본           | 기능성 자기공명영상의 원리 발견 |
| 2004 | 후지시마 아키라        | 일본           | 광화학 촉매작용과 환경에 대한 응용에 대한 선구적인 연구를 한 공로 |
| 2004 | 혼다 켄이치            | 일본           | 광화학 촉매작용과 환경에 대한 응용에 대한 선구적인 연구를 한 공로 |
| 2004 | 키스 J. 세인즈베리     | 뉴질랜드       | 선반 생태계의 이해와 지속가능한 활용에 기여한 공로 |
| 2004 | 존 로턴                | 영국           | 생물다양성의 과학적 이해와 보존을 위한 관찰, 실험, 이론적 성과를 낸 공로 |
| 2005 | 나가오 마코토          | 일본           | 자연어 처리 및 지능형 이미지 처리에 선구적인 기여를 한 공로 |
| 2005 | 타케이치 마사토시      | 일본           | 세포 접착의 분자 메커니즘을 밝히는 데 근본적인 기여를 한 공로 |
| 2005 | 에르키 루오슬라티      | 미국           | 세포 접착의 분자 메커니즘을 밝히는 데 근본적인 기여를 한 공로 |
| 2006 | 존 호턴                | 영국           | 위성 관측 기술을 기반으로 대기 구조 및 구성에 대한 선구적인 연구와 기후 변화에 대한 국제적 평가를 촉진하게 한 공로                                                                                            |
| 2006 | 엔도 아키라            | 일본           | 스타틴을 발견하고 발전시킨 공로 |
| 2007 | 알베르 페르            | 프랑스         | 거대 자기 저항 (GMR)을 발견하고 혁신적인 스핀 전자 장치 개발에 기여한 공로 |
| 2007 | 피터 그륀베르크        | 독일           | 거대 자기 저항 (GMR)을 발견하고 혁신적인 스핀 전자 장치 개발에 기여한 공로 |
| 2007 | 피터 쇼 애쉬튼         | 영국           | 열대우림 보존에 기여한 공로 |
| 2008 | 빈트 서프              | 미국           | 인터넷을 위한 네트워크 건축 및 통신 프로토콜을 생성하게 한 공로 |
| 2008 | 로버트 칸              | 미국           | 인터넷을 위한 네트워크 건축 및 통신 프로토콜을 생성하게 한 공로 |
| 2008 | 빅터 A. 맥쿠식         | 미국           | 의학적 유전학의 확립과 발전에 기여한 공로 |
| 2009 | 데니스 메도우즈        | 미국           | "자연과 조화를 이루는 지속 가능한 사회를 향한 변화" 분야에 기여를 한 공로 |
| 2009 | 데이비드 쿨            | 미국           | "의과학과 공학의 기술 통합" 분야에 기여. 특히, 핵의학의 단층촬영을 한 공로 |
| 2010 | 이와사키 슌이치        | 일본           | 수직자기기록 방식을 개발하여 고밀도 자기기록 기술에 기여한 공로 |
| 2010 | 피터 비투섹            | 미국           | 질소 등 물질의 순환 분석을 바탕으로 지구 환경 문제 해결에 기여한 공로 |
| 2011 | 켄 톰프슨              | 미국           | 유닉스 (Unix) 운영 체제를 작성한 공로 |
| 2011 | 데니스 리치            | 미국           | 유닉스 (Unix) 운영 체제를 작성한 공로 |
| 2011 | 기시모토 타다미스      | 일본           | 인터루킨-6를 발견한 공로 |
| 2011 | 히라노 토시오          | 일본           | 인터루킨-6를 발견한 공로 |
| 2012 | 자넷 로울리            | 미국           | 암 특이적 분자를 표적으로 하는 새로운 치료제 개발을 한 공로 |
| 2012 | 브라이언 드러커        | 미국           | 암 특이적 분자를 표적으로 하는 새로운 치료제 개발을 한 공로 |
| 2012 | 니콜라스 라이던        | 영국           | 암 특이적 분자를 표적으로 하는 새로운 치료제 개발을 한 공로 |
| 2012 | 사가와 마사토          | 일본           | 세계 최고 성능의 Nd-Fe-B계 영구자석을 개발하고 에너지 절약에 기여한 공로 |
| 2013 | C. 그랜트 윌슨         | 미국           | 혁신적인 반도체 제조 공정을 위한 화학 증폭형 레지스트 폴리머 재료를 개발한 공로 |
| 2013 | 장 프레셰              | 미국           | 혁신적인 반도체 제조 공정을 위한 화학 증폭형 레지스트 폴리머 재료를 개발한 공로 |
| 2013 | 존 프레더릭 그래슬     | 미국           | 심해생물의 생태 및 생물다양성 연구를 통해 해양환경 보전에 기여한 공로 |
| 2014 | 스에마스 야스하루      | 일본           | 대용량 장거리 광섬유 통신을 위한 반도체 레이저에 대한 선구적인 연구를 한 공로 |
| 2014 | 찰스 데이비드 알리스   | 미국           | 유전자 발현의 기본 조절 인자로서 히스톤 변형을 발견한 공로 |
| 2015 | 다카하시 유타카        | 일본           | 하천유역 관리에 관한 혁신적 개념 개발 및 물 관련 재해 감소에 기여한 공로 |
| 2015 | 테오도르 프리드만      | 미국           | 유전자 치료의 개념과 임상적 적용을 제안한 공로 |
| 2015 | 알랭 피셔              | 프랑스         | 유전자 치료의 개념과 임상적 적용을 제안한 공로 |
| 2016 | 호소노 히데오          | 일본           | 나노 구조 공학을 기반으로 새로운 전자 기능을 갖춘 비전통적인 무기 소재를 만든 공로 |
| 2016 | 스티븐 D. 탱크슬리     | 미국           | 분자 유전학 분석 개발 연구를 통해 현대 작물 육종에 기여한 공로 |
| 2017 | 에마뉘엘 샤르팡티에    | 프랑스         | 제2형 박테리아 면역 시스템인 CRISPR (Clustered Regularly Interspaced Short Palindromic Repeats)-Cas의 분자적 세부 사항을 해독하고 유전 공학의 진정한 혁명적 기술인 CRISPR-Cas9 게놈 편집 시스템을 개발한 공로 |
| 2017 | 제니퍼 다우드나        | 미국           | 제2형 박테리아 면역 시스템인 CRISPR (Clustered Regularly Interspaced Short Palindromic Repeats)-Cas의 분자적 세부 사항을 해독하고 유전 공학의 진정한 혁명적 기술인 CRISPR-Cas9 게놈 편집 시스템을 개발한 공로 |
| 2017 | 아디 샤미르            | 이스라엘       | 암호화 및 컴퓨터 과학 분야에 지대한 공헌을 한 공로 |
| 2018 | 요시노 아키라          | 일본           | 리튬 이온 배터리 개발한 공로 |
| 2018 | 맥스 데일 쿠퍼         | 미국           | B 및 T 림프구 계통의 발견과 그것이 질병 병리학 및 치료 개발 이해에 미치는 영향을 연구한 공로 |
| 2018 | 자크 밀러              | 오스트레일리아 | B 및 T 림프구 계통의 발견과 그것이 질병 병리학 및 치료 개발 이해에 미치는 영향을 연구한 공로 |
| 2019 | 오카모토 요시오        | 일본           | 나선형 고분자의 정밀합성과 키랄 약물 분리를 위한 실용적인 키랄 물질 개발에 선도적으로 기여한 공로 |
| 2019 | 라탄 랄                | 인도           | 세계 식량 안보와 기후 변화 완화를 위한 지속 가능한 토양 관리를 연구한 공로 |
| 2020 | 로버트 G. 갤러거       | 미국           | 정보 및 코딩 이론에 대한 선구적인 기여를 한 공로 |
| 2020 | 스반테 페보            | 스웨덴         | 고대 인간 게놈 서열의 해독을 통해 고인류학에 선구적인 공헌을 한 공로 |
| 2021 | 마틴 그린              | 오스트레일리아 | 고효율 실리콘 태양광발전소자를 개발한 공로 |
| 2021 | 버트 포겔스타인        | 미국           | 발암의 다단계 모델과 그 적용 및 암 진단 및 치료 개선에 대한 영향을 개념화하는 선구적인 연구를 한 공로 |
| 2021 | 로버트 와인버그        | 미국           | 발암의 다단계 모델과 그 적용 및 암 진단 및 치료 개선에 대한 영향을 개념화하는 선구적인 연구를 한 공로 |
| 2022 | 커리코 커털린          | 헝가리         | mRNA 백신 개발 기여에 선구적인 연구를 한 공로 |
| 2022 | 드루 와이스먼          | 미국           | mRNA 백신 개발 기여에 선구적인 연구를 한 공로 |
| 2022 | 크리스토퍼 필드        | 미국           | 관찰에 기초한 고급 공식을 활용하여 지구 생물권 생산성 추정 및 기후 변화 과학에 탁월한 기여 |
| 2023 | 나카자와 마사타카      | 일본           | 반도체 레이저 펌핑형 광증폭기 개발을 통한 글로벌 장거리 대용량 광섬유 네트워크 구축에 탁월한 기여를 한 공로                                                                                                   |
| 2023 | 하기모토 가즈오        | 일본           | 반도체 레이저 펌핑형 광증폭기 개발을 통한 글로벌 장거리 대용량 광섬유 네트워크 구축에 탁월한 기여를 한 공로                                                                                                   |
| 2023 | 게로 미젠보크          | 오스트리아     | 신경 회로 기능을 풀기 위해 유전적으로 주소 지정이 가능한 감광성 막 단백질을 사용하는 방법을 개발한 공로 |
| 2023 | 칼 데이세로스          | 미국           | 신경 회로 기능을 풀기 위해 유전적으로 주소 지정이 가능한 감광성 막 단백질을 사용하는 방법을 개발한 공로 |